# Mesh-He
Mesh-He (o Meš-He) va ser un rei de Sumer, de la primera dinastia d'Uruk, el desè de la llista de reis sumeris per a aquesta dinastia, i va regnar cap a la meitat del tercer mil·lenni aC.
Va ser el successor d'En-nun-tarah-ana. La llista l'anomena «el Ferrer» i li assigna un regnat de 36 anys. El va succeir Melem-ana.